# Bisnaga malaguenya

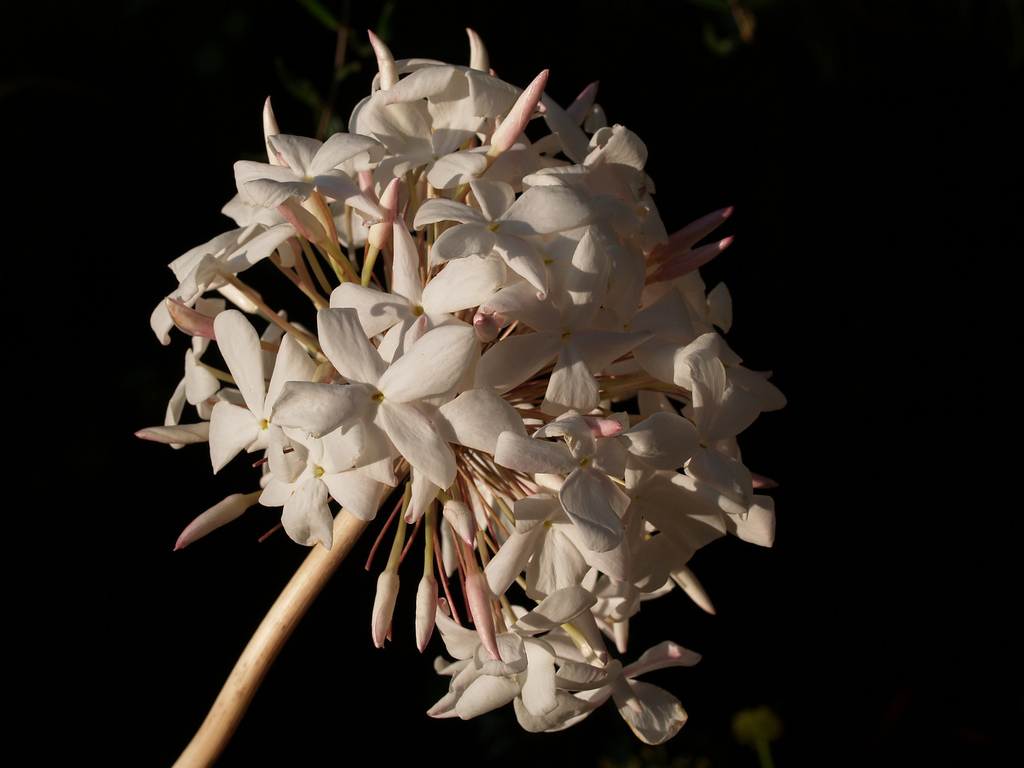
bisnaga.

Es coneix popularment com bisnaga el ramell de gessamí en forma de bola, de laboriosa elaboració, que a l'estiu se sol vendre pels carrers de Màlaga (Andalusia).
A part de la seva bellesa i el seu perfum, es diu que les bisnagues serveixen per a espantar els mosquits les nits d'estiu.
La bisnaga és, amb el "cenachero" (pescador que venia el peix fresc pel carrer) i el seitó, un dels símbols populars de la capital de la Costa del Sol. Per exemple, d'una banda, la Bisnaga d'Or és el principal guardó del Festival de Cinema de Màlaga; de l'altra, el típic venedor de bisnagues és representat en l'estàtua del biznaguero de Jaime Fernández Pimentel, que hi ha als Jardins de Pedro Luis Alonso.

## Confecció de la bisnaga
Mesos abans de l'estiu, es recol·lecta una espècie d'api silvestre anomenat nerdo (Ammi visnaga) quan encara és verd i que servirà d'estructura de la bisnaga. Després de llevar-li les fulles i les branques que sobren, per a deixar tan sols la tija principal i les puntes de la inflorescència, es deixa assecar fins que agafi una color beix i s'endureixi. A continuació, se n'escapça la tija i les puntes. Es cullen poncelles de gessamí les vesprades d'estiu, abans que no s'obrin, per tal d'introduir-les fàcilment d'una a una en els raigs de la inflorescència. Al vespre aquestes flors de gessamí es badaran i conformaran així la característica bisnaga amb la seva olor.
El bisnaguer porta les bisnagues sobre una penca (cladodi de figuera de moro) desproveïda d'espines, emprada com a base on s'han clavat les bisnagues. Aquesta és la presentació tradicional per a la venda posterior.